# Херсонський морський торговельний порт
Херсо́нський морськи́й порт — морський порт у Херсоні, відповідно до закону «Про морські порти України» функції адміністрації морського порту виконує Херсонська філія підприємства Адміністрації морських портів України.
Порт розташований на правому березі Дніпра, за 15 км від його гирла. Підхід до порту здійснюється фарватером, який проходить річкою Рвач, рукавом Вільхового Дніпра і власне Дніпром.
Навігація в порту триває весь рік. Переважають вітри північного і північно-східного напрямку. Дні з вітрами більш ніж 15 м/с становлять 10 % на рік і частіше за все спостерігаються з листопада по березень.
Тумани спостерігаються в середньому 19-60 днів на рік і утримуються 5-6 годин на добу. Дельта Дніпра оголошена заповідником. Судноплавство дозволяється тільки рукавами. Прохід фарватером, який веде до порту, не становить особливих труднощів. У зимовий період, коли Дніпро замерзає, судна проводяться до порту криголамами.
Рейд порту Херсон являє собою частину річки Дніпро між верхнім рейдом для річкових суден, який розташований на 1 км вище за течією від елеватора.
Десять причалів порту розташовані на правому березі Дніпра, у північно-східному напрямку від міста відгалуження річки Дніпро від річки Кошова, і збоку якої починається нумерація причалів. Загальна довжина причальних споруд становить 1,6 км.

## Історія
Херсон було засновано указом Катерини ІІ 18 червня 1778 року. Місто створювалося для захисту південних рубежів Російської імперії. Для їх зміцнення було вирішено побудувати місто в гирлі Дніпра із суднобудівною верф'ю, торговою пристанню і фортецею, які повинні були стати базою для створення чорноморського флоту. Ім'я місту дали на честь давньогрецької, а пізніше візантійської колонії Херсонес. Тим самим імперія оголошувала себе правонаступницею стародавньої держави і заявляла свої права на ці землі.
У 1803 році Херсон отримує статус губернського центру, перший свій герб і починає розвиватися як торговий порт. На асигновані урядом кошти у 1806 році будується верф торгового суднобудування, з якою щорічно спускалося на воду від 20 до 30 торгових судів. Відбувається постійне зростання економічних потреб міста, новий приплив робочої сили, збільшення кількості населення й обсягів будівництва.
На початку XIX століття місто стало великим центром цивільного суднобудування. Херсон продовжував розвиватися. Звідси за кордон відправляли будівельний ліс, вовну, сало, пшеницю, мідь, рибу; ввозили тонкі сукна, шовк, прянощі. У 1831 р. купецькі верфі стали єдиною державною верф'ю, де за період з 1833 по 1843 було споруджено 187 суден. Порт мав у своєму розпорядженні великий вітрильний і паровий флот.
З 1901 року, після 30-річної перерви, пов'язаної з роботами з поглиблення Дніпровського дна, знову відкриваються морські ворота міста. Херсон стає значним портом експортування хліба.
За післявоєнні роки Херсон перетворився на промисловий, сільськогосподарський та культурний центр на півдні України. Обладнаний сучасною технікою, Херсонський морський торговельний порт стає одним із провідних на Чорному морі, займає гідне місце в зовнішньоторговельних зв'язках СРСР.
У 2008 р. порт переробив 4 млн 268 тис. тонн вантажів.
В грудні 2018 року у морському порту Херсон розпочато роботи з днопоглиблення біля причалів та в операційній акваторії. Це вже дев'ятий об'єкт, на якому здійснює днопоглиблення Адміністрація морських портів України у 2018 році. Обсяг робіт у Херсоні сягає понад 400 тис. м³.
З червня 2020 року, після перемоги у конкурсі, порт передали в концесію ТОВ «Рісоіл-Херсон» терміном на 30 років
У травні 2022 року Херсон і зокрема морський порт було окуповано військами Росії під час повномасштабного вторгнення російських військ. Роботу порту було призупинено, та 15 червня окупаційні війська відновили його роботу.
11 серпня 2023 року, Кабінет Міністрів України погодив реорганізацію ДП «Херсонський морський торговельний порт», в ході якої порт приєднаний до ДП «Стивідорна компанія «Ольвія», портового оператора Спеціалізованого морського порту «Ольвія». 
20 травня 2024 року Київська торгово-промислова палата склала експертний висновок, яким встановлено факт майже повного знищення, пошкодження й викрадення нерухомого державного та власного майна ТОВ "Херсонський порт", що перебувало на території та в акваторії порту.  Компанія-концесіонер заявила про катастрофічну ситуацію у Херсонському морському торговельному порту. ТОВ "Херсонський порт" стверджує, що порт потрібно будувати з нуля.
Наразі можна сказати через окупацію правобережної частини Херсонської області та постійні обстріли Херсону наслідки для судноплавства, і не тільки для нього, просто катастрофічні. Повноцінно оцінити масштаб цієї трагедії та виявлення про наявність ресурсів для відновлення пошкодженої інфраструктури можливо лише після повної деокупації, як мінімум, Херсонської та Запорізької областей. Зараз через активні бойові дії, будь-які роботи проводити дуже складно.
Надалі для відродження судноплавства необхідно провести розчищення та розмінування суднового ходу, прилеглих територій, портів та терміналів, відновити зруйновані гідротехнічні об’єкти, зокрема Каховський шлюз, відновити навігаційно-гідрографічне забезпечення судноплавства, роботу річкової інформаційної служби тощо.

## Послуги, що надаються портовим флотом Херсонського порту
- Здійснення буксирно-кантовочних операцій у Херсонському порту.
- Буксирування об'єктів між портами Чорного та Азовського морів.
- Перевезення вантажів між портами регіону теплоходами «Павло Постишев», «Волго Балт 218» вантажопідйомністю 3000 т, теплоходом «Кілія» вантажопідйомністю 2500 т.
- Виконання буксировок будь-якого ступеня складності морським буксиром «Бакай».
- Виробництво вантажно-розвантажувальних робіт плавкранами: ПК-14, ПК-15, ПК-28 (Ганц) — вантажопідйомність 16 т, ПК-21 (Блейхерт) — вантажопідйомність 15 т, ПК-70 (Ганц) — вантажопідйомність 100/25 т, СПК-20 «Бригадир Ковиза» (Нептун) — вантажопідйомність 150/32 т.
- Прийом льяльних та стічно-фекальних вод спеціалізованим судном ПС-305.
- Ліквідація розливів нафтопродуктів у межах акваторії порту (НМС-38).
- Забезпечення пожежної безпеки.
- Забезпечення аварійно-рятувальних робіт.
- Доставка та зняття з суден лоцманів, прикордонних нарядів, представників контролюючих органів, робочої сили, членів екіпажів та їхніх сімей, а також продовольства і матеріально-технічного постачання.